# 直行 (列車)
直行（ちょっこう）とは、列車種別の一種である。
2015年現在、近畿日本鉄道の生駒鋼索線で運行している。また、かつては日本国有鉄道（国鉄）や他社（後述）でも公式の列車種別として使用された。
なお、俗称として、快速列車・急行列車の意味合いや「直行便」・「直通便」の意味合いで使われるケースもあり、当項目ではこれを含めて解説する。

## 列車種別としての「直行」

### 現行運行路線

#### 近鉄生駒鋼索線（山上線）
ケーブルカーの生駒鋼索線では、行楽期の土曜・休日を中心に臨時で『直行』が運行されることがある。宝山寺駅から生駒山上駅まで無停車だが、普通列車と所要時間に大差はない。

#### 大井川鐵道
大井川鐵道大井川本線では、さわやかウォーキング開催に伴う臨時列車として、2025年（令和7年）1月12日に運行された。金谷駅 - 門出駅間の運行で途中停車駅は新金谷駅のみ。なお、2025年4月12日にも運行予定である。

### かつて使用されたことがある路線

#### 日本国有鉄道
阪和電気鉄道を前身とする阪和線では元・民鉄線の名残で準急電車、急行電車、特急電車といった速達電車が戦後復活していたが、全国区で電車使用の優等列車運用が始まった1950年代後半になると名称に齟齬をきたすこととなり、1958年（昭和33年）10月の優等列車名称改正でこれらの名称が変更されることになった。
他線区では急行電車を快速列車とすることで対応していたが、阪和線では特急電車を快速列車としたため他の種別を用意する必要が生じた。こうして生まれたのが急行電車と準急電車を統合した直行列車であった。停車駅は当初、金岡駅・鳳駅と和泉府中駅以南の各駅だったが、後にラッシュ時のみ鳳駅以南を各駅に停車するようになった。
1968年（同43年）10月のダイヤ改正で、区間快速に改称されている。
1978年（昭和53年）10月のダイヤ改正では、改正前は「急行貨物列車」を名乗った最高速度85km/hの貨物列車（コンテナ貨物54本、車扱貨物12本の計66本）を対象に「直行貨物列車」の種別が付与され、最高速度100km/h・95km/hの「高速貨物列車」（旧・特急貨物列車）に次ぐ種別となった。
しかしながら、その後の鉄道貨物輸送の縮減を受け、1984年（昭和59年）2月のダイヤ改正では、コンテナ貨物列車はすべて「高速貨物列車」に統合され、車扱貨物列車のうち輸送基地や拠点貨物駅間を結ぶ列車に「車扱直行貨物列車」の種別名が与えられた。この「車扱直行貨物列車」も、1986年（昭和61年）11月1日改正での貨物輸送の再編により「専用貨物列車」となり、貨物列車からも「直行」の名称は消滅した。

#### 南海電気鉄道
南海高野線にも1964年（昭和39年）から1968年（同43年）までこの種別が存在していた。これは従来の準急を改称したもので、停車駅は天下茶屋駅・住吉東駅と堺東駅以南の各駅であった。直行に改称以前の準急は、この停車駅から百舌鳥八幡駅、萩原天神駅を除いたものであった。1966年（同41年）の新今宮駅開業で、直行は同駅に停車し、天下茶屋駅に停車しなくなった。
1968年（同43年）に準急にふたたび改称され、住吉東駅を通過する現行停車駅に変更されている。

#### 近畿日本鉄道
近畿日本鉄道名古屋線・山田線でも1964年（同39年）まで直行列車が存在していた。停車駅は近畿日本蟹江駅（現・近鉄蟹江駅）と、近畿日本弥富駅（現・近鉄弥富駅）と宇治山田駅間の各駅であった。現在の準急と類似（佐古木駅のみ異なる。富吉駅は当時未開業だった）しているが、宇治山田駅（1959年の改軌前は伊勢中川駅）発着など、長距離を走る列車も運行されていた。

#### 京阪電気鉄道
京阪本線では、特急が設定された1950年（同25年）に、準急からの改称によって設定された。停車駅は京橋駅・寝屋川駅・香里園駅・枚方市駅 - 丹波橋駅の各駅・藤森駅・伏見稲荷駅・七条駅・四条駅で、翌年に守口駅・光善寺駅・枚方公園駅が追加されている。
1952年（同27年）に準急にふたたび改称されている。

#### 能勢電鉄
能勢電鉄（設定当時の社名は能勢電気軌道）妙見線では、1967年（同42年）の川西能勢口 - 鶯の森間の複線化を機に、同駅間の途中駅を通過する列車として設定された。現在の妙見急行のルーツである。

#### 西日本鉄道

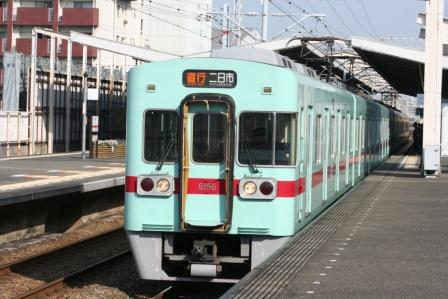
6050形の直行列車
（西日本鉄道）

天神大牟田線で1987年（昭和62年）3月25日から運行開始された。朝ラッシュ時の上り増発列車を西鉄福岡（天神）駅から筑紫車庫に取り込む際の下り回送列車を客扱いとしたものである。運行開始当初は優等停車駅に関わらず福岡駅を出ると終着駅（当時は春日原または二日市）までノンストップという運行形態だったが、その後、薬院駅の拠点性向上と筑紫車庫への入庫統一を受けて、1995年（平成7年）3月25日からは西鉄福岡駅→西鉄二日市駅間を途中薬院駅のみに停車する形での運行とされた。それを受けて英語表記は"NON-STOP"から"STRAIGHT"に変更された。
1995年の改正以降は、運行区間内では特急と同じ停車駅であった。
車両は5000形7・8連、2000形（福岡 - 春日原）、8000形・6000形、6050形の7・8連が使用された。
2010年3月27日のダイヤ改正以降は運行されていないため、2010年3月26日が最終運行となった。

## 俗称としての「直行」
そのほかに1950年代まで長距離を運行する機関車牽引の客車普通列車（いわゆる「鈍行」）をこう称したことがあった。これは正式な呼び名ではないが、電車・気動車を使用する近距離輸送目的の普通列車との分離のため、停車駅を減ずる快速運転を行う場合もあったことからこう称された。